# Stazione di Vittorio Veneto
Stazione di Vittorio Veneto vasútállomás Olaszországban, Veneto régióban, Vittorio Veneto településen.

## Vasútvonalak
Az állomást az alábbi vasútvonalak érintik:
- Ponte nelle Alpi-Conegliano-vasútvonal

## Kapcsolódó állomások
A vasútállomáshoz az alábbi állomások vannak a legközelebb: 
- Stazione di Soffratta (Stazione di Conegliano)
- Nove railway station (Stazione di Ponte nelle Alpi-Polpet)